# James Kottak
James Kottak (ur. 26 grudnia 1962 w Louisville, zm. 9 stycznia 2024 tamże) – amerykański muzyk rockowy, znany przede wszystkim z występów w zespole Scorpions, którego był członkiem w latach 1996–2016. Od 1996 roku do 2024 roku tworzył w ramach projektu pod nazwą Kottak.

## Kariera
James Kottak swoją przygodą z muzyką rozpoczął w 1978 w amatorskim zespole Home. Pierwszymi poważnymi zespołami były: Mr Charlie, z którą nagrał album Out of Edge of Town oraz Montrose, z którą nagrał album Mean. James Kottak jest amerykańskim perkusistą nowej generacji. Jednak to w zespole Kingdom Come związał się na dłużej, gdyż na 2 lata (występował w niej w latach 1988−1989). Z tą grupą nagrał dwa albumy Kingdom Come w 1988 i In Your Face w 1989. Po rozstaniu się z Kingdom Come nie związywał się na stałe z żadnym zespołem. Nagrywał pojedyncze płyty m.in. z zespołem MSG i Michaelem Lee Firkinsem. W późniejszym czasie związał się z grupami Axxis i Warrant, skąd przeszedł do grupy heavymetalowej Scorpions. Współpracę z nimi rozpoczął od nagrania płyty Pure Instinct, na której nie wystąpił we wszystkich utworach (płytę częściowo nagrano z Curtem Cressem i Pittim Hechtem). Ze Scorpions nagrał kolejne studyjne albumy: Eye II Eye w 1999, Moment of Glory (z Berlińską Orkiestrą Symfoniczną) w 2000, Unbreakable w 2004, Humanity – Hour 1 w 2007 i Sting in the Tail w 2010 r. Występuje także na dwóch albumach koncertowych: nagranym bez prądu Acoustica w 2001 oraz na DVD, m.in.: One Night in Vienna w 2005 i Live at Wacken Open Air 2006: A Night to Remember. Nagrał także ze Scorpions dwa utwory na składankę Bad for Good (Bad for Good i Cause I Love You) z 2002 roku, jak i charytatywny singel Miracle w 2004.

## Dyskografia
- Home – New Life For Me 1978
- No Fun – Local Stuff 1979
- Nuthouse – I Finally Know 1980
- Mr. Charlie – Out at the Edge of Town 1981
- James Kottak – Save Your Love 1982
- Apex – Mr. Money 1983
- Buster Brown – Sign of Victory 1985
- Buster Brown – EP 1985
- Ronnie Montrose – Mean 1987
- Robert Stevenson – Highon Sunset 1987
- Normandy – Normandy 1987
- Kingdom Come – Kingdom Come 1988
- Kingdom Come – In Your Face 1989
- Arc Angel – EP 1989
- No Sweat – Heart and Soul 1990
- Atshusi Vokizeri – Solo Project 1990
- The Cult – Ceremony/Red Cite Session 1990
- Wild Horses – Bareback 1991
- Michael Schenker Group – MSG 1991
- Michael Lee Firkins – Debut 1992
- WWS – EP 1992
- Dare – ? 1992
- Bobby Neal – EP 1992
- L.A Blues /Authority – L.A BA 1992
- Bruce Dickinson – Solo 1993
- Shortino/Northorp – Back on Track 1993
- Paul Shortino Band – PSB 1994
- Warrant – Ultraphobic 1995
- Axxis – Masters of Survival 1995
- Warrant – Ultraphobic 1995
- Scorpions – Pure Instinct 1996
- Scorpions – Live in El Paso 1996
- Tribute – Tribute to Rod Stewart 1996
- Ashba – Addiction to the Friction 1996
- Scorpions – When You Came Into My Life 1997
- Scorpions – Does Anyone Know? 1997
- Scorpions – Eye II Eye 1999
- Black Sheep – Sacrifice 1999
- Tribute – Tribute to Led Zeppelin 2000
- Tribute – Tribute to Bon Jovi 2000
- Scorpions – Moment of Glory 2000
- Scorpions – Bad for Good 2001
- Scorpions – Acoustica 2002
- Eliphas Horn – ? 2002
- Wild Horses – Dead Ahead 2003
- Scorpions – Live in Red Square 2003
- Scorpions – Unbreakable 2004
- Scorpions – One Night in Vienna 2005
- Scorpions – Live at Wacken Open Air 2006: A Night to Remember 2007
- Scorpions – Humanity – Hour 1 2007
- Scorpions – Amazonia. Live in the Jungle 2009
- Scorpions – Sting in the Tail 2010
- Scorpions – Comeblack (2011)
- Scorpions – Live 2011: Get Your Sting & Blackout (2011)
- Scorpions – MTV Unplugged – Live in Athens (2013)
- Scorpions – Return to Forever (2015)
- Scorpions – Return to Forever Tour Edition (cd +2DVD) (2016)

## Filmografia
- „Forever and a Day” (jako on sam, 2015, film dokumentalny, reżyseria: Katja von Garnier)[5]